# کلیچکوو
کلیچکوو (به لهستانی:  Kliczków) یک روستا در لهستان است که در گمینا اوشچنگتسا واقع شده‌است.
 کلیچکوو  ۳۵۰ نفر جمعیت دارد.